# 山花板

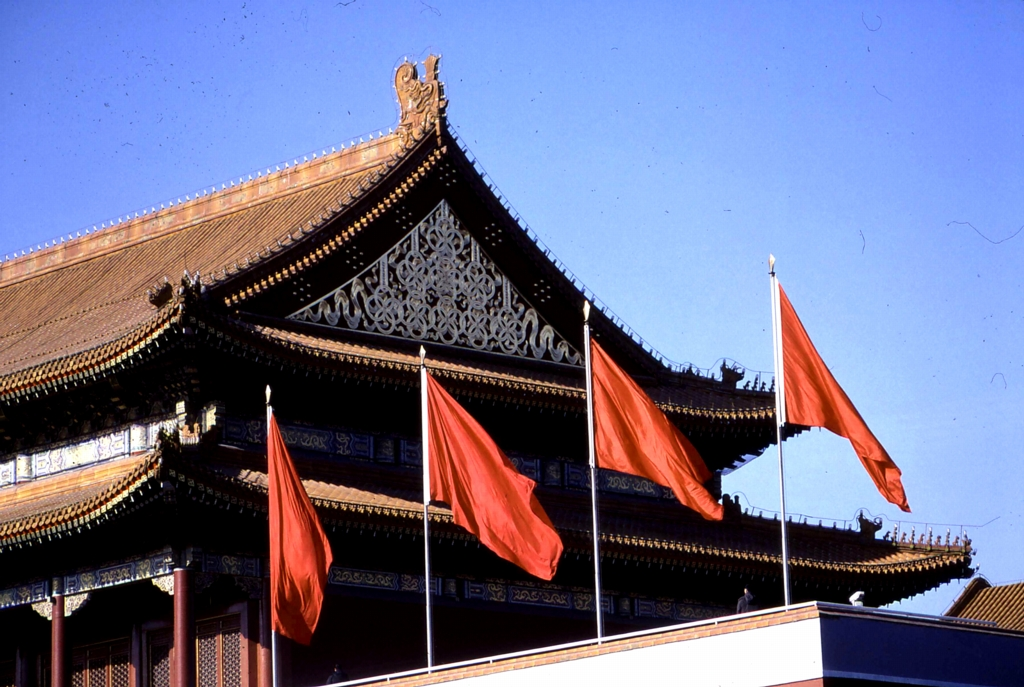
天安门屋顶东侧的山花板

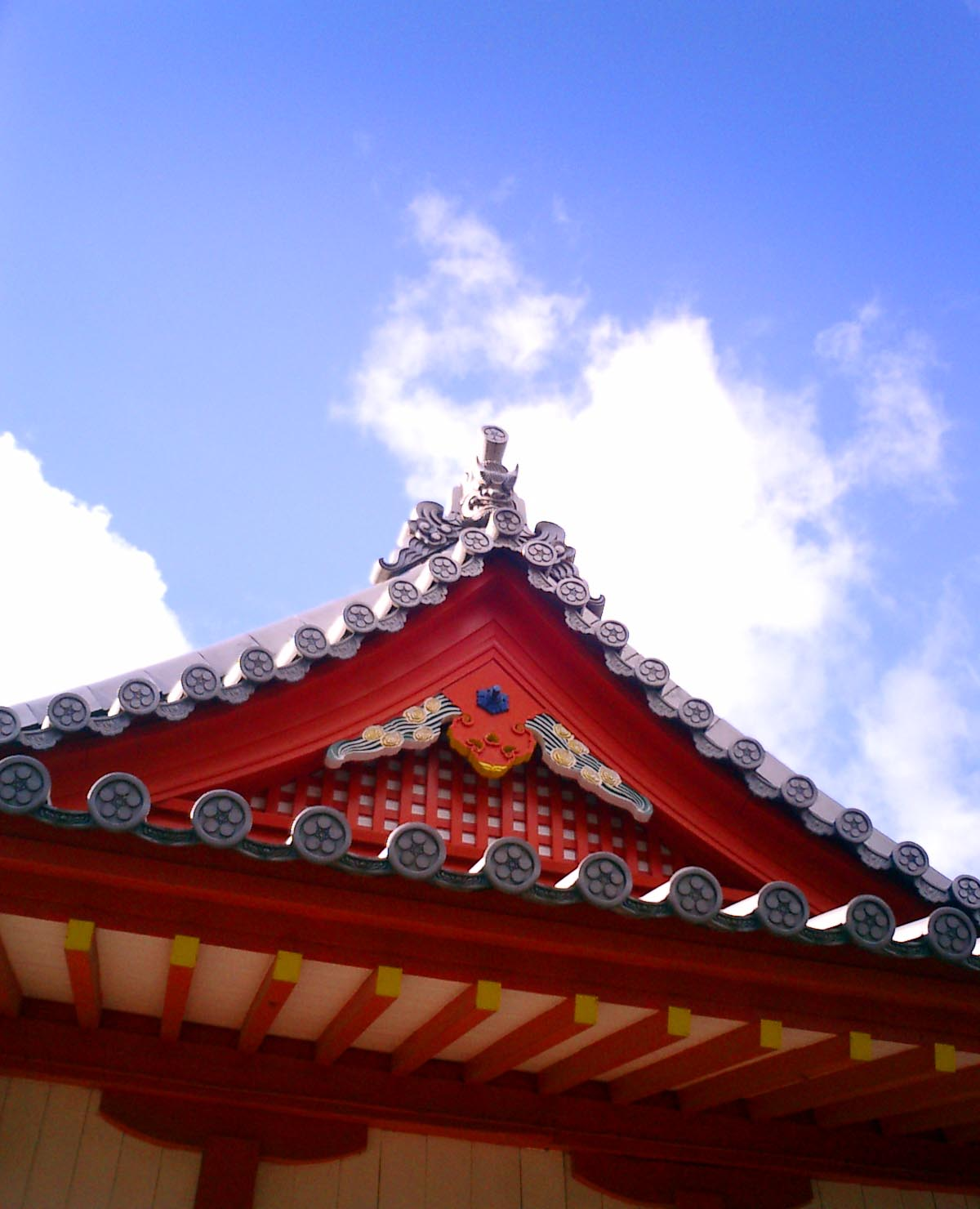
日本兵庫縣加古川市粟津天滿神社屋頂上的山花板，與博風板有一段距離

山花板是中国、日本、朝鮮古代歇山顶、勾連搭頂、十字脊頂、比翼入母屋頂、千鳥搏風建筑中覆盖屋顶两端三角形山面的木板，紧挨着博风板，常雕有花饰。也有用玻璃贴面代替山花板和博风板的做法。
中國在明、清以前的建築，以及日本建築的山花板缩进博风板内，间隔很大距离，从而部分受到挑檐的保护。清朝时期，按照北方官式，山花板外皮自山柱中心线向内收进一檩径的距离。